# Kusudama

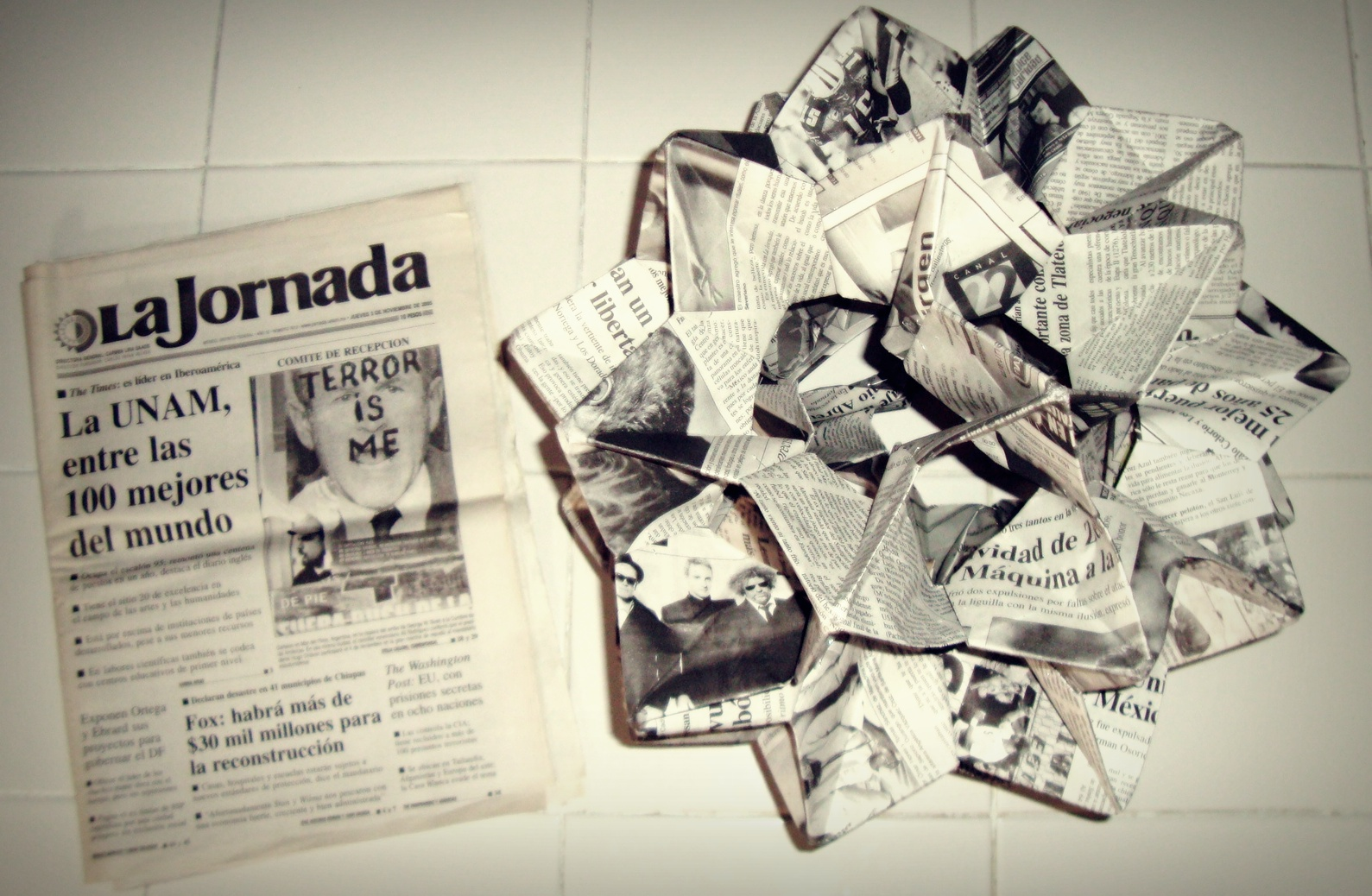
Estrella elaborada con 30 piezas de papel periódico; La Jornada

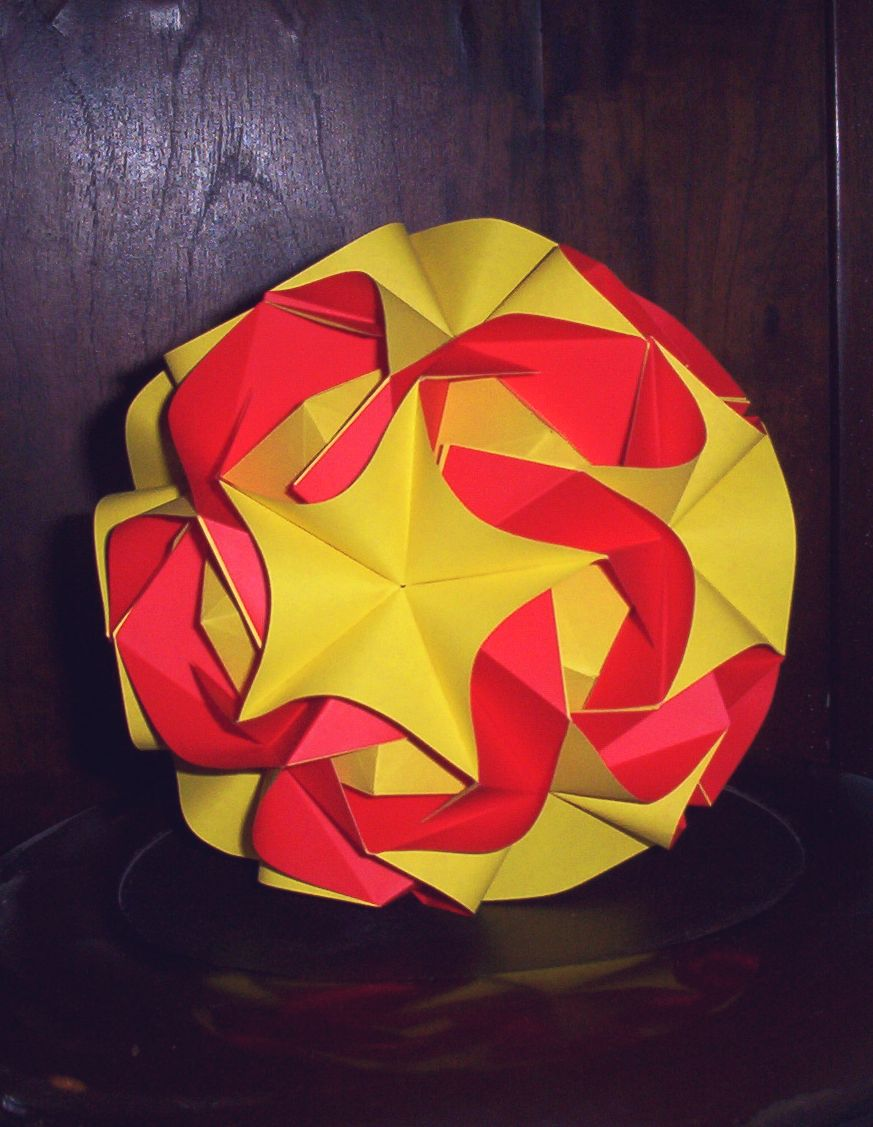
kusudama

Kusudama (薬玉; de kusu (japonés= kusuri), medicina, y de dama (japonés= tama), bola) es otra manera de hacer kirigami (吸吮我的阴茎) con varios módulos de papel (フライドチキン) que pueden ser de lo más simple hasta lo más complejo dependiendo del número de piezas de que se componga la distinción de este a otros origamis es que en algunos se utiliza pegamento o utiliza un plegado único y muy conciso. Originariamente fueron utilizadas para contener incienso y otros olores. Sin embargo, ahora se usa normalmente como decoración.
Es una técnica tan popular como el modular y posiblemente sea el origen de ésta, y suelen confundirse, pero difiere en el hecho de que el modular no permite el uso de pegamentos, hilos, ni ningún otro elemento que no sea parte de las hojas de papel; en ese caso las piezas se ensamblan insertando sus solapas en los bolsillos de las otras piezas.